# Gilles De Coster
Gilles De Coster, né à Wilrijk le 17 novembre 1980, est un présentateur de télévision et de radio belge.

## Biographie

### Jeunesse
Il est né le 17 novembre 1980 à Wilrijk. Son père travaille dans l'imprimerie comme indépendant. Il est le cadet d'une fratrie de quatre enfants comportant, en plus de lui, deux frères et une sœur. Il a étudié les sciences humaines à l'école BimSem de Malines, la gestion de la communication à la Plantijn Hogeschool d'Anvers puis il a effectué un an de journalisme à la VLEKHO de Bruxelles.

### Carrière
En juillet 2005, il devient reporter pour Voor de dag et, durant le Tour de France, il est plusieurs fois le correspondant de Sporza Tour, sur Radio 1. De septembre 2007 à 2012, il est le présentateur du programme matinal de Radio 1 De ochtend (Le Matin), aux côtés de Lisbeth Imbo et de Annelies Beck.
En 2012, il quitte la VRT et rejoint Woestijnvis.
Depuis le 17 septembre 2012, il travaille pour la chaîne de télévision VIER. Il débute comme co-présentateur de l'émission De Kruitfabriek. Le 31 octobre 2013, il remporte le concours De Slimste Mens ter Wereld organisé par VIER. Depuis novembre 2012, il présente Het Jaaroverzicht Live.
Depuis septembre 2015, il présente, avec Karen Damen, l'émission d'actualités Karen en De Coster. En 2016, il présente la quatrième saison de De Mol sur la VIER, qu'il présente de nouveau en 2017. Depuis septembre 2016, De Coster apparait sur Play Sport, une chaîne de télévision digitale de Telenet, où il présente l'émission Kick off.

### Vie privée
De Coster vit en couple avec la présentatrice de Studio Brussel Linde Merckpoel.

## Sources
- (nl) Cet article est partiellement ou en totalité issu de l’article de Wikipédia en néerlandais intitulé « Gilles De Coster » (voir la liste des auteurs).